# پاناماتوم
پاناماتوم (به انگلیسی: Panamattom) یک منطقهٔ مسکونی در هند است که در بخش کوتایم واقع شده‌است. پاناماتوم ۱۰٬۰۳۲ نفر جمعیت دارد و ۱۶ متر بالاتر از سطح دریا واقع شده‌است.